# Musée d'art contemporain en plein air du Sart Tilman
Le Musée d'art contemporain en plein air du Sart Tilman est un musée de l'université de Liège. Fondé en 1977, il abrite une collection d'une centaine d'œuvres monumentales de plein air (sculptures et intégrations à l'architecture) sur les 700 hectares du domaine de l'université de Liège au Sart Tilman. Le Musée d'art contemporain en plein air du Sart Tilman est subventionné par la Fédération Wallonie-Bruxelles et soutenu par l'Université de Liège.

## Histoire
L'origine du musée remonte au transfert de l'université de Liège en périphérie urbaine, sur la colline du Sart Tilman à la fin des années 1960. Les responsables académiques (emmenés par le recteur Marcel Dubuisson) et leurs architectes (Claude Strebelle, André Jacqmain, Pierre Humblet, Charles Vandenhove) confient dès les premières constructions à quelques artistes (Pierre Culot fut le premier en 1967) le soin d'établir des liens harmonieux entre les nouveaux bâtiments, l'environnement naturel et l'activité humaine qui s'y installe. L'implantation d'œuvres d'art dans le domaine de l'université s'inscrit dans une perspective plus générale : concilier l'expansion immobilière avec la préservation de la forêt et l'ouverture au public.
En 2017, à l'occasion du quarantième anniversaire du musée, l'œuvre La mort de l'automobile de Fernand Flausch est dotée d'une fresque éphémère et un nouveau catalogue est édité.

## Collections
Centrées sur la sculpture et la peinture monumentales, les collections du Musée d'art contemporain en plein air du Sart Tilman illustrent, pour l'essentiel, la création contemporaine en Belgique francophone, représentée à la fois par des valeurs sûres (Eugène Dodeigne, George Grard, Pierre Caille, Serge Vandercam, Félix Roulin, Pierre Alechinsky, Léon Wuidar…). Le musée en Plein Air constitue aussi un terrain d'expérimentation pour des artistes plus jeunes, comme le montre la présence d'œuvres de Patrick Corillon, Gérald Dederen, Daniel Dutrieux, Jean-Pierre Husquinet, et Émile Desmedt. Avec les œuvres conservées au Centre hospitalier universitaire de Liège, la collection acquiert une dimension internationale : à la demande de l'architecte Charles Vandenhove, des créateurs comme Sol LeWitt, Niele Toroni, Claude Viallat, Jacques Charlier ou Daniel Buren sont intervenus dans les locaux de l'hôpital.
En 2022, l'Association Art Promotion (AAP) de Liège effectue un don d'une cinquantaine d'oeuvres d'art et documents à l'Université de Liège. Cette donation est mise en dépôt au Musée du Sart Tilman.

## Artistes représentés dans la collection du Musée d'art contemporain en plein air
- Pierre Alechinsky
- Francis André
- Mady Andrien
- Élodie Antoine
- Bernd et Hilla Becher
- Marcel Berlanger
- Pierre Bismuth
- Jean-Charles Blais
- Olivier Bovy
- Brognon Rollin
- Daniel Buren
- Robert Cahay
- Pierre Caille
- Thomas Chable
- Jacques Charlier
- Brigitte Closset
- Georges Collignon
- Pierre Cordier
- Patrick Corillon
- Pierre Culot
- François Curlet
- Ronald Dagonnier
- Michaël Dans
- Paul De Gobert
- Jonathan De Winter
- Olivier Debré
- Gérald Dederen
- Jo Delahaut
- Messieurs Delmotte
- Émile Desmedt
- Eugène Dodeigne
- Peter Downsbrough
- Lise Duclaux
- Emmanuel Dundic
- Daniel Dutrieux
- Éric Duyckaerts
- Eva Evrard
- Aniceto Exposito Lopez
- Ian Hamilton Finlay
- Fernand Flausch
- Florence Fréson
- Pablo Garcia Rubio
- Paolo Gasparotto
- Pierre Gérard
- Jean Glibert
- Paul Gonze
- George Grard
- Monique Guebels
- Jacques Guilmot
- Marie-Paule Haar
- Willy Helleweegen
- Joseph Henrion
- Pierre Houcmant
- Jean-Pierre Husquinet
- Idel Ianchelevici
- Nic Joosen
- Marin Kasimir
- Anne-Marie Klenes
- Nicolas Kozakis
- Roger La Croix
- Jean-Paul Laenen
- Micheline Latinis
- Jacky Lecouturier
- Agnès Leplae
- Charles Leplae
- Sol LeWitt
- Capitaine Longchamps
- Paul Machiels
- Sylvie Macias Diaz
- Paul Mahoux
- Claire Mambourg
- Xavier Mary
- Jacqueline Mesmaeker
- Michel Moffarts
- Selçuk Mutlu
- Jacques Louis Nyst
- Luc Peire
- Pol Pierart
- Benoît Platéus
- Jean-Pierre Point
- Jean-Pierre Ransonnet
- Paul Renotte
- Monique Requier
- Lambert Rocour
- Félix Roulin
- Luis Salazar
- Michel Smolders
- Alphonse Snoeck
- Émile Souply
- Olivier Strebelle
- Vincent Strebelle
- Jeanne Susplugas
- Tapta
- Niele Toroni
- Philippe Toussaint
- Bernard Tullen
- Agostino Tulumello
- Francis Vaes
- Luc Vaiser
- Clémence Van Lunen
- Serge Vandercam
- Gaëtane Verbruggen
- Claude Viallat
- Antoine de Vinck
- Thomas Vinçotte
- Jean Willame
- André Willequet
- Rik Wouters
- Robin Welter
- Marthe Wéry
- Léon Wuidar
- Freddy Wybaux

## Manifestations et événements
Le Musée d'art contemporain en plein air organise régulièrement des manifestations et événements liés à l'art contemporain, à la sculpture et à l'intégration des œuvres d'art dans l'espace public.
- Prix de la jeune sculpture de la Communauté française de Belgique, en 1991, 1994, 1997, 2002, 2005, 2008, 2011, 2014, 2017, 2020, 2023.
- Prix Triennal Ianchelevici, en 1997, 2000, 2007, 2010, 2014, 2019, 2023.
- Cycle  « Artistes à l'hôpital » : Djos Janssens (2012), Jeanne Susplugas (2014), Patrick Corillon (2015), Sophie Langohr (2016).

## Liste

### Extérieur
| Nom                                                                | Artiste                            | Année                                       | Campus                                                        | Quartier      | Matériau                | Numéro d'inventaire | Numéro d'inventaire 2 | Géolocalisation                   | Illustration |
| ------------------------------------------------------------------ | ---------------------------------- | ------------------------------------------- | ------------------------------------------------------------- | ------------- | ----------------------- | ------------------- | --------------------- | --------------------------------- | ------------ |
| L'ombre du Torê                                                    | Vincent Strebelle                  | 1985                                        | Sart Tilman                                                   | Agora         | Béton                   | no 1                | no 5                  | 50° 35′ 07,51″ N, 5° 34′ 08,58″ E |              |
| Transit                                                            | Tapta                              | 1992                                        | Sart Tilman                                                   | Agora         | Acier Néoprène          | no 2                | no 6                  | 50° 35′ 07,15″ N, 5° 34′ 08,83″ E |              |
| Esplanade                                                          | Jo Delahaut                        | 1987 2011 : réfection                       | Sart Tilman                                                   | Agora         | Béton Céramique         | no 3                | no 7                  | 50° 35′ 05,63″ N, 5° 34′ 08,88″ E |              |
| Cadran solaire                                                     | Ian Hamilton Finlay Michaël Harvey | 1977                                        | Sart Tilman                                                   | Agora         | Cuivre Schiste          | no 4                | no 32                 | 50° 35′ 04,27″ N, 5° 34′ 09,42″ E |              |
| Le souvenir                                                        | André Willequet                    | 1979                                        | Sart Tilman                                                   | Agora         | Petit granit            | no 5                | no 8                  | 50° 35′ 05,07″ N, 5° 34′ 09,89″ E |              |
| Taureau                                                            | Francis André (artiste)            | 1984                                        | Sart Tilman                                                   | Agora         | Bois                    | no 6                | no 9                  | 50° 35′ 05,87″ N, 5° 34′ 10,65″ E |              |
| La Caille ou La Prosternée                                         | George Grard                       | 1960                                        | Sart Tilman                                                   | Agora         | Bronze                  | no 7                | no 11                 | 50° 35′ 07,08″ N, 5° 34′ 13,48″ E |              |
| Droit et Justice pour l'humanité (Liaison I)                       | Félix Roulin                       | 1982                                        | Sart Tilman (Faculté de droit de l'Université de Liège - B31) | Agora         | Bronze Petit granit     | no 8                | no 12                 | 50° 35′ 06,15″ N, 5° 34′ 15,6″ E  |              |
| Colombe, Rêve venu de bientôt (Liaison II)                         | TOUT                               | 1982                                        | Sart Tilman (Faculté de droit de l'Université de Liège - B31) | Agora         | Cuivre                  | no 9                | no 13                 | 50° 35′ 06,36″ N, 5° 34′ 16,78″ E |              |
| La Tour kaléidoscopique                                            | Jean-Paul Laenen                   | 1982                                        | Sart Tilman (Faculté de droit de l'Université de Liège - B31) | Agora         | Asbeste Béton Céramique | no 10               | no 14                 | 50° 35′ 06,53″ N, 5° 34′ 17,9″ E  |              |
| Idée de porte (Liaison IV)                                         | Jean-Marie Mahieu Jean-Marc Navez  | 1983                                        | Sart Tilman                                                   | Agora         | Acier Béton             | no 11               | no 15                 | 50° 35′ 06,37″ N, 5° 34′ 16,83″ E |              |
| Liaison V                                                          | Alphonse Snoeck                    | 1988                                        | Sart Tilman                                                   | Agora         | Bois Marbre             | no 12               | no 16                 | 50° 35′ 07,37″ N, 5° 34′ 20,91″ E |              |
| Labyrinthe (Liaison VI)                                            | Léon Wuidar                        | 1987                                        | Sart Tilman                                                   | Agora         | Granit Marbre           | no 13               | no 17                 | 50° 35′ 07,99″ N, 5° 34′ 20,82″ E |              |
| ...Psy                                                             | Pierre Caille                      | 1982 : sas d'entrée 1989 : tympan du porche | Sart Tilman                                                   | Agora         | Bois                    | no 14               | no 18                 | 50° 35′ 07,98″ N, 5° 34′ 21,56″ E |              |
| Le Nanti                                                           | Mady Andrien                       | 1975                                        | Sart Tilman                                                   | Agora         | Bronze                  | no 15               | no 10                 | 50° 35′ 06,18″ N, 5° 34′ 14,02″ E |              |
| Composition monumentale                                            | Léon Wuidar                        | 1977                                        | Sart Tilman (Ancien restaurant universitaire - B8)            | Agora         | Acrylique sur asbeste   | no 16               | no 29                 | 50° 35′ 04,67″ N, 5° 34′ 12,71″ E |              |
| L'aigle                                                            | André Willequet                    | 1964                                        | Sart Tilman                                                   | Agora         | Bronze                  | no 17               | no 30                 | 50° 35′ 04,83″ N, 5° 34′ 11,89″ E |              |
| Album et bleu                                                      | Pierre Alechinsky                  | 1985                                        | Sart Tilman                                                   | Agora         | Béton Céramique         | no 18               | no 21                 | 50° 35′ 02,17″ N, 5° 34′ 15,99″ E |              |
| Métamorphose                                                       | Francis Vaes                       | 1976                                        | Sart Tilman                                                   | Agora         | Aluminium               | no 19               | no 31                 | 50° 35′ 02,75″ N, 5° 34′ 12,96″ E |              |
| Mur de pierre d'âge viséen                                         | Pierre Culot                       | 1967                                        | Sart Tilman                                                   | Agora         | Petit granit            | no 20               | no 33                 | 50° 35′ 03,86″ N, 5° 34′ 09,39″ E |              |
| Sculpture du plan K                                                | Félix Roulin                       | 1975                                        | Sart Tilman                                                   | Agora         | Inox                    | no 23               | no 71                 | 50° 35′ 02,54″ N, 5° 33′ 58,08″ E |              |
| Endormie no 5                                                      | Olivier Strebelle                  | 1985                                        | Sart Tilman                                                   | Agora         | Bronze                  | no 24               | no 35                 | 50° 35′ 03,17″ N, 5° 34′ 05,06″ E |              |
| 3 colonnes, 1 grosse boule                                         | Jacques Guilmot                    | 1987                                        | Sart Tilman                                                   | Agora         | Petit granit            | no 25               | no 36                 | 50° 35′ 01,91″ N, 5° 34′ 02,42″ E |              |
| La grande nuit                                                     | Jean-Pierre Point                  | 1959                                        | Sart Tilman                                                   | Agora         | Petit granit            | no 26               | no 37                 | 50° 35′ 01,28″ N, 5° 34′ 00,87″ E |              |
| Le ferry-boîte                                                     | Paul de Gobert                     | 1979                                        | Sart Tilman (Bâtiment chimie et chimie appliquée - B6 a)      | Agora         | Acrylique sur béton     | no 27               | no 38                 | 50° 35′ 00,44″ N, 5° 33′ 59,37″ E |              |
| Rêve d'une pierre vivante                                          | TOUT                               | 1982                                        | Sart Tilman                                                   | Agora         | Petit granit            | no 28               | no 48                 | 50° 34′ 59,04″ N, 5° 34′ 02,36″ E |              |
| Métamorphoses                                                      | Colette Henrion                    | 1968                                        | Sart Tilman                                                   | Agora         | Céramique               | no 29               | no 42                 | 50° 35′ 02,39″ N, 5° 34′ 07,67″ E |              |
| Virage aux idées claires de Magritte                               | Daniel Dutrieux                    | 1984                                        | Sart Tilman                                                   | Agora         | Petit granit            | no 30               | no 44                 | 50° 35′ 00,91″ N, 5° 34′ 08,01″ E |              |
| Éclosion contrôlée                                                 | Robert Cahay                       | 1981                                        | Sart Tilman                                                   | Agora         | Inox Polyester          | no 31               | no 45                 | 50° 35′ 01,58″ N, 5° 34′ 07,62″ E |              |
| Pierre dressée                                                     | Jean Willame                       | 1967                                        | Sart Tilman                                                   | Agora         | Petit granit            | no 32               |                       | 50° 35′ 00,85″ N, 5° 34′ 06,74″ E |              |
| La vie des abeilles. Hommage à Maeterlinck                         | Jean-Paul Laenen                   | 1969                                        | Sart Tilman                                                   | Agora         | Inox                    | no 33               | no 46                 | 50° 34′ 59,82″ N, 5° 34′ 06,84″ E |              |
| Les yeux                                                           | Claude Strebelle                   | 1977                                        | Sart Tilman (Petits Amphithéâtres - B7 b)                     | Agora         | Acrylique sur béton     | no 34               | no 47                 | 50° 34′ 59,61″ N, 5° 34′ 05,08″ E |              |
| Composition                                                        | Alphonse Snoeck                    | 1979                                        | Sart Tilman                                                   | Agora         | Bois                    | no 35               | no 56                 | 50° 35′ 00,11″ N, 5° 34′ 04,22″ E |              |
| Un rêve de pierre secrète                                          | TOUT                               | 1985                                        | Sart Tilman                                                   | Agora         | Marbre                  | no 36               | no 57                 | 50° 34′ 59,77″ N, 5° 33′ 55,56″ E |              |
| Lieu                                                               | Serge Vandercam                    | 1984                                        | Sart Tilman                                                   | Agora         | Petit granit            | no 37               | no 58                 | 50° 34′ 59,96″ N, 5° 33′ 54,4″ E  |              |
| Le Printemps (Niobé)                                               | George Grard                       | 1947                                        | Sart Tilman                                                   | Agora         | Bronze                  | no 38               | no 59                 | 50° 34′ 57,94″ N, 5° 33′ 54,94″ E |              |
| Géomancie                                                          | Jean Willame                       | 1965                                        | Sart Tilman                                                   | Agora         | Petit granit            | no 39               | no 60                 | 50° 34′ 56,52″ N, 5° 33′ 56,39″ E |              |
| Composition 62                                                     | Albin Courtois                     | 1962                                        | Sart Tilman                                                   | Agora         | Petit granit            | no 42               | no 63                 | 50° 34′ 55,04″ N, 5° 33′ 58,63″ E |              |
| Pierre dressée                                                     | Jean Willame                       | 1977                                        | Sart Tilman                                                   | Agora         | Petit granit            | no 43               | no 64                 | 50° 34′ 54,32″ N, 5° 33′ 58,88″ E |              |
| Métamorphose eau-pierre pour un écoulement                         | Jean-Marc Navez                    | 1983                                        | Sart Tilman                                                   | Agora         | Petit granit            | no 44               | no 61                 | 50° 34′ 57,03″ N, 5° 34′ 01,59″ E |              |
| Sieste sur les hauteurs de Liège                                   | Patrick Corillon                   | 1996                                        | Sart Tilman                                                   | Agora         | Béton Bois Plexiglas    | no 45               | no 67                 | 50° 34′ 51,61″ N, 5° 33′ 58,66″ E |              |
| Le grand aigle des conquêtes animé par un moteur à merde           | Francis André (artiste)            | 1984 2013 : Rénovation                      | Sart Tilman                                                   | Agora         | Bois Métal              | no 46               | no 65                 | 50° 34′ 48,66″ N, 5° 34′ 00,4″ E  |              |
| Jeune fille agenouillée                                            | Charles Leplae                     | 1951                                        | Sart Tilman                                                   | Agora         | Bronze                  | no 47               | no 68                 | 50° 34′ 42,62″ N, 5° 33′ 53,98″ E |              |
| Groupe 1981                                                        | Eugène Dodeigne                    | 1981                                        | Sart Tilman                                                   | Agora         | Petit granit            | no 48               | no 66                 | 50° 34′ 47,5″ N, 5° 33′ 53,39″ E  |              |
| Le Pâtre                                                           | Idel Ianchelevici                  | 1956                                        | Sart Tilman                                                   | Agora         | Bronze                  | no 49               | no 62                 | 50° 34′ 56,17″ N, 5° 34′ 00,02″ E |              |
| Lieu de transition                                                 | Tapta                              | 1992                                        | Sart Tilman                                                   | Agora         | Acier Néoprène          | no 64               | no 49                 | 50° 35′ 00,13″ N, 5° 34′ 04,54″ E |              |
| Nord-Sud-Est-Ouest                                                 | Catherine Van Pottelsberghe        | 1994                                        | Sart Tilman                                                   | Blanc Gravier | Petit granit            | no 85               | no 87                 | 50° 34′ 39,22″ N, 5° 34′ 19,89″ E |              |
| Grand gisant                                                       | Michel Smolders                    | 1982                                        | Sart Tilman                                                   | Blanc Gravier | Petit granit            | no 86               | no 85                 | 50° 34′ 42,7″ N, 5° 34′ 18,66″ E  |              |
| Sans titre                                                         | Gérald Dederen                     | 1997                                        | Sart Tilman                                                   | Vallée        | Bois                    | no 87               | no 102                | 50° 34′ 45,46″ N, 5° 34′ 22,37″ E |              |
| Relâche                                                            | Paul Machiels                      | 1995                                        | Sart Tilman                                                   | Blanc Gravier | Acier Corten            | no 88               | no 88                 | 50° 34′ 43,4″ N, 5° 34′ 26,48″ E  |              |
| L'ange vert                                                        | Freddy Wybaux                      | 1967                                        | Sart Tilman                                                   | Colonster     | Céramique               | no 89               | no 108                | 50° 34′ 44,01″ N, 5° 35′ 41,3″ E  |              |
| Déplacement dans le temps et dans l'espace                         | Thierry Bontridder                 | 1956                                        | Sart Tilman                                                   | Colonster     | Inox                    | no 90               | no 109                | 50° 34′ 43,15″ N, 5° 35′ 46″ E    |              |
| La Vierge folle (dite aussi La joie de vivre ou La danseuse folle) | Rik Wouters                        | 1912                                        | Sart Tilman                                                   | Colonster     | Bronze                  | no 91               | no 110                | 50° 34′ 43,6″ N, 5° 35′ 45,48″ E  |              |
| La peau                                                            | Monique Guébels                    | 1970                                        | Sart Tilman                                                   | Urbanistes    | Petit granit            | no 92               | no 74                 | 50° 35′ 03,34″ N, 5° 33′ 41,45″ E |              |
| Structure 1                                                        | Paul Renotte                       | sd                                          | Sart Tilman                                                   | Agora         | Acier                   | no 93               | no 34                 | 50° 35′ 02,46″ N, 5° 34′ 05,3″ E  |              |
| La mort de l'automobile                                            | Fernand Flausch                    | 1980                                        | Sart Tilman                                                   | Urbanistes    | Techniques mixtes       | no 95               | no 73                 | 50° 34′ 48,61″ N, 5° 33′ 25,8″ E  |              |
| Rêve de pierre jouisseuse                                          | TOUT                               | 1990                                        | Sart Tilman                                                   | Agora         | Pierre                  | no 96               | no 19                 | 50° 35′ 08,72″ N, 5° 34′ 20,1″ E  |              |
| Buste de Montefiore                                                | Thomas Vinçotte                    | 1904                                        | Sart Tilman                                                   | Polytech      | Pierre                  | no 99               | no 76                 | 50° 35′ 08,54″ N, 5° 33′ 37,76″ E |              |
| Boogie-Woogie                                                      | Clémence Van Lunen                 | 1998                                        | Sart Tilman                                                   | Blanc Gravier | Bois                    | no 103              | no 86                 | 50° 34′ 44,6″ N, 5° 34′ 20,01″ E  |              |
| Homo versus natura                                                 | Claire Mambourg                    | 2000                                        | Sart Tilman                                                   | Village       | Érable Inox             | no 105              | no 1                  | 50° 35′ 27,19″ N, 5° 34′ 15,95″ E |              |
| La feuille, l'aile, la paupière                                    | Nic Joosen                         | 2001                                        | Sart Tilman                                                   | Agora         | Acier Corten            | no 106              | no 69                 | 50° 35′ 05,98″ N, 5° 33′ 57,4″ E  |              |
| Sans titre                                                         | Lambert Rocour                     | 1999                                        | Sart Tilman                                                   | Blanc Gravier | Petit granit            | no 112              | no 80                 | 50° 34′ 37,9″ N, 5° 34′ 18,91″ E  |              |
| Dendroscopes et colonnes                                           | Daniel Dutrieux                    | 2003                                        | Sart Tilman                                                   | Vallée        | Techniques mixtes       | no 113              | no 104                | 50° 34′ 40,67″ N, 5° 35′ 16,05″ E |              |
| Chemin de traverse                                                 | Florence Fréson                    | 2002                                        | Sart Tilman                                                   | Village       | Calcaire de Vinalmont   | no 114              | no 3                  | 50° 35′ 14,22″ N, 5° 34′ 18,6″ E  |              |
| Never Mind the Bollocks                                            | Messieurs Delmotte                 | 2003                                        | Sart Tilman                                                   | Vallée        | Polyester               | no 115              | no 107                | 50° 34′ 40,3″ N, 5° 35′ 16,15″ E  |              |
| La Joséphine                                                       | Léon Wuidar                        | 2003                                        | Sart Tilman                                                   | Vallée        | Polyester               | no 116              | no 106                | 50° 34′ 40,22″ N, 5° 35′ 16,24″ E |              |
| Deux et deux quatre                                                | Léon Wuidar                        | 2002                                        | Sart Tilman                                                   | Polytech      | Pierre et métal         | no 117              | no 79                 | 50° 35′ 12,03″ N, 5° 33′ 35,46″ E |              |
| Imago                                                              | Émile Desmedt                      | 2006                                        | Sart Tilman                                                   | Agora         | Bronze                  | no 118              | no 20                 | 50° 35′ 04,84″ N, 5° 34′ 22,99″ E |              |
| Flèche                                                             | Robin Welter                       | 2007                                        | Sart Tilman                                                   | Colonster     | Bois                    | no 119              | no 117                | 50° 34′ 43,04″ N, 5° 35′ 45,25″ E |              |
| Tour/Au, DE, LA, LE, RE                                            | Peter Downsbrough                  | 2007                                        | Sart Tilman                                                   | Vallée        | Acier                   | no 121              | no 103                | 50° 34′ 42,51″ N, 5° 34′ 28,14″ E |              |
| Panoramic Refuge                                                   | Nicolas Kozakis                    | 2011                                        | Sart Tilman                                                   | Village       | Béton                   | no 123              | no 2                  | 50° 35′ 17,4″ N, 5° 34′ 23,29″ E  |              |
| Des racines. 36 oliviers pour une œuvre collective                 | SongEs                             | 2015                                        | Sart Tilman                                                   | Urbanistes    | 36 oliviers             | no 126              | no 72                 | 50° 35′ 07,16″ N, 5° 33′ 50,74″ E |              |
| Alizée                                                             | Marie-Paule Haar                   | 2009                                        | Gembloux                                                      |               | Acier Corten            | no 135              |                       | 50° 33′ 41,33″ N, 4° 41′ 41,54″ E |              |
| La Grande Cascade                                                  | Marie-Paule Haar                   | 1998                                        | Gembloux                                                      |               | Acier Corten            | no 136              |                       | 50° 33′ 41,33″ N, 4° 41′ 41,54″ E |              |
| Comment je suis devenu un cyprès chauve                            | Marie-Paule Haar                   | 2005                                        | Gembloux                                                      |               | Acier Corten            | no 137              |                       | 50° 33′ 41,33″ N, 4° 41′ 41,54″ E |              |
| Caranaval                                                          | Michel Smolders                    | 2013                                        | HEC                                                           |               | Petit granit            | no 138              |                       |                                   |              |
| Le Chemin                                                          | Michel Smolders                    | 2013                                        | HEC                                                           |               | Petit granit            | no 139              |                       |                                   |              |
| Samouraï                                                           | Michel Smolders                    | sd                                          | Sart Tilman                                                   | Blanc Gravier | Petit granit            | no 140              | no 81                 | 50° 34′ 43,16″ N, 5° 34′ 18,17″ E |              |
| L'enfant boule                                                     | Michel Smolders                    | sd                                          | Sart Tilman                                                   | Blanc Gravier | Petit granit            | no 141              | no 82                 | 50° 34′ 42,99″ N, 5° 34′ 19,02″ E |              |
| Cachette                                                           | Michel Smolders                    | sd                                          | Sart Tilman                                                   | Blanc Gravier | Petit granit            | no 142              | no 84                 | 50° 34′ 42,88″ N, 5° 34′ 17,8″ E  |              |
| Gisant                                                             | Michel Smolders                    | sd                                          | Sart Tilman                                                   | Blanc Gravier | Petit granit            | no 143              | no 83                 | 50° 34′ 42,95″ N, 5° 34′ 18,44″ E |              |
| Le sapin rouge                                                     | Jean-Pierre Ransonnet              | 2013                                        | Sart Tilman                                                   | Agora         | Acier                   | no 144              | no 70                 | 50° 35′ 05,64″ N, 5° 34′ 03,48″ E |              |
| Entre nous                                                         | Michaël Dans                       | 2010                                        | Sart Tilman                                                   | Agora         | Pierre                  | no 150              | no 43                 | 50° 35′ 02,72″ N, 5° 34′ 08,09″ E |              |
| Harry                                                              | Xavier Mary                        | 2018                                        | Sart Tilman                                                   | Blanc Gravier | Acier                   | no 155              |                       | 50° 34′ 38,86″ N, 5° 34′ 04,73″ E |              |

### Intérieur
| Nom                                            | Artiste                 | Année     | Bâtiment                                       | Matériau                        | no d'inventaire | no d'inventaire 2 | Géolocalisation                     | Illustration |
| ---------------------------------------------- | ----------------------- | --------- | ---------------------------------------------- | ------------------------------- | --------------- | ----------------- | ----------------------------------- | ------------ |
| Composition                                    | Luis Salazar            | 1997      | Ancien restaurant universitaire - B8           | Peinture                        | no 50           | no 28             | 50° 35′ 04,571″ N, 5° 34′ 13,83″ E  |              |
| Sans titre                                     | Philippe Lempereur      | 1982      | Ancien restaurant universitaire - B8           | Peinture                        | no 51           | no 22             | 50° 35′ 04,572″ N, 5° 34′ 13,83″ E  |              |
| Sans titre                                     | Georges Lonneux         | 1982      | Ancien restaurant universitaire - B8           | Peinture                        | no 52           | no 23             | 50° 35′ 04,573″ N, 5° 34′ 13,83″ E  |              |
| Composition                                    | Dominique Terrana       | 1962      | Ancien restaurant universitaire - B8           | Peinture Plexiglas              | no 53           | no 24             | 50° 35′ 04,574″ N, 5° 34′ 13,83″ E  |              |
| Sans titre                                     | Patricia Debey          | 1982      | Ancien restaurant universitaire - B8           | Peinture                        | no 54           | no 25             | 50° 35′ 04,575″ N, 5° 34′ 13,83″ E  |              |
| Sans titre                                     | Maria Magadalena Parlon | 1982      | Ancien restaurant universitaire - B8           | Céramique                       | no 55           | no 26             | 50° 35′ 04,576″ N, 5° 34′ 13,83″ E  |              |
| Chimigrammes, Démogrammes                      | Pierre Cordier          | 1984      | Ancien restaurant universitaire - B8           | Photographie                    | no 56           | no 27             | 50° 35′ 04,577″ N, 5° 34′ 13,83″ E  |              |
| Rêve de pierre noble                           | TOUT                    |           | Ancien restaurant universitaire - B8           | Verre Schiste                   | no 57           |                   | 50° 35′ 04,578″ N, 5° 34′ 13,83″ E  |              |
| Composition                                    | Willy Hellewegen        |           | Institut de Chimie - B6                        | Verre                           | no 58           | no 41             | 50° 35′ 00,01″ N, 5° 33′ 58,96″ E   |              |
| La moto                                        | Alain Denis             | 1976      | Institut de Chimie - B6                        | Peinture                        | no 59           | no 39             | 50° 35′ 00,011″ N, 5° 33′ 58,96″ E  |              |
| Jeune fille au corsage brodé                   | Charles Leplae          |           | Institut Montefiore - B28                      | Bronze                          | no 60           | no 77             | 50° 35′ 09,5″ N, 5° 33′ 38,33″ E    |              |
| L'homme                                        | Olivier Strebelle       | 1967      | Château de Colonster - B25                     | Bronze                          | no 61           | no 112            | 50° 34′ 44,49″ N, 5° 35′ 46,37″ E   |              |
| Hibou                                          | Jean Willame            | 1967      | Château de Colonster - B25                     | Petit granit                    | no 62           | no 113            | 50° 34′ 44,491″ N, 5° 35′ 46,37″ E  |              |
| Le jardin                                      | Bernadette Lambrecht    |           | Institut de Chimie - B6                        | Textile                         | no 63           |                   | 50° 35′ 00,01″ N, 5° 33′ 58,961″ E  |              |
| La ville                                       | Agnès Leplae            | 1980      | Petits Amphithéâtres (Galerie des Arts) - B7 b | Mosaïque                        | no 65           | no 54             | 50° 34′ 59,12″ N, 5° 34′ 03,44″ E   |              |
| Comité d'accueil                               | Olivier Leloup          | 1980      | Petits Amphithéâtres (Galerie des Arts) - B7 b | Céramique                       | no 66           | no 5              | 50° 34′ 59,121″ N, 5° 34′ 03,44″ E  |              |
| Pierre tournante                               | Philippe Toussaint      |           | Petits Amphithéâtres (Galerie des Arts) - B7 b | Pierre                          | no 67           | no 50             | 50° 34′ 59,12″ N, 5° 34′ 03,441″ E  |              |
| Stèle                                          | Antoine de Vinck        | 1980      | Petits Amphithéâtres (Galerie des Arts) - B7 b | Céramique                       | no 68           | no 55             | 50° 34′ 59,122″ N, 5° 34′ 03,44″ E  |              |
| Bétyle                                         | Antoine de Vinck        |           | Petits Amphithéâtres (Galerie des Arts) - B7 b | Céramique                       | no 69           | no 51             | 50° 34′ 59,12″ N, 5° 34′ 03,442″ E  |              |
| La colonie pénitentiaire                       | Joseph Henrion          | 1974      | Petits Amphithéâtres (Galerie des Arts) - B7 b | Bronze Travertin                | no 70           | no 52             | 50° 34′ 59,123″ N, 5° 34′ 03,44″ E  |              |
| Sans titre.                                    | Jean-Charles Blais      | 1978-1985 | CHU - B35                                      | Lambris émaillés                | no 71           | no 90             | 50° 34′ 20,03″ N, 5° 34′ 02,03″ E   |              |
| Sans titre                                     | Daniel Buren            | 1978-1985 | CHU - B35                                      | Lambris émaillés                | no 72           | no 91             | 50° 34′ 20,031″ N, 5° 34′ 02,03″ E  |              |
| Sans titre                                     | Jacques Charlier        | 1978-1985 | CHU - B35                                      | Lambris émaillés                | no 73           | no 92             | 50° 34′ 20,032″ N, 5° 34′ 02,03″ E  |              |
| Sans titre                                     | Olivier Debré           | 1978-1985 | CHU - B35                                      | Lambris émaillés                | no 74           | no 93             | 50° 34′ 20,033″ N, 5° 34′ 02,03″ E  |              |
| Sans titre                                     | Jo Delahaut             | 1978-1985 | CHU - B35                                      | Lambris émaillés                | no 75           | no 94             | 50° 34′ 20,034″ N, 5° 34′ 02,03″ E  |              |
| Sans titre                                     | Sol Lewitt              | 1978-1985 | CHU - B35                                      | Lambris émaillés                | no 76           | no 95             | 50° 34′ 20,035″ N, 5° 34′ 02,03″ E  |              |
| Sans titre                                     | André Romus             | 1978-1985 | CHU - B35                                      | Lambris émaillés                | no 77           | no 96             | 50° 34′ 20,03″ N, 5° 34′ 02,031″ E  |              |
| Sans titre                                     | Niele Toroni            | 1978-1985 | CHU - B35                                      | Lambris émaillés                | no 78           | no 97             | 50° 34′ 20,03″ N, 5° 34′ 02,032″ E  |              |
| Sans titre                                     | Claude Viallat          | 1978-1985 | CHU - B35                                      | Lambris émaillés                | no 79           | no 98             | 50° 34′ 20,03″ N, 5° 34′ 02,033″ E  |              |
| Sans titre                                     | Marthe Wéris            | 1978-1985 | CHU - B35                                      | Lambris émaillés                | no 80           | no 99             | 50° 34′ 20,03″ N, 5° 34′ 02,034″ E  |              |
| Sans titre                                     | Léon Wuidar             | 1978-1985 | CHU - B35                                      | Lambris émaillés                | no 81           | no 100            | 50° 34′ 20,03″ N, 5° 34′ 02,035″ E  |              |
| Sans titre                                     | Christine Diepart       |           | CHU - B35                                      | Peinture                        | no 82           |                   | 50° 34′ 20,03″ N, 5° 34′ 02,036″ E  |              |
| Sans titre                                     | Luis Salazar            | 1989      | CHU - B35                                      | Peinture                        | no 83           | no 89             | 50° 34′ 20,03″ N, 5° 34′ 02,0371″ E |              |
| Sans titre                                     | Nic Joosen              |           | CHU - B35                                      | Sculpture                       | no 84           |                   | 50° 34′ 20,03″ N, 5° 34′ 02,037″ E  |              |
| Trois personnages (Trinité)                    | Pierre Caille           | 1964      | Château de Colonster - B25                     | Bois Céramique                  | no 97           | no 111            | 50° 34′ 44,49″ N, 5° 35′ 46,371″ E  |              |
| Sculpture no 38                                | Émile Souply            | 1992      | Institut de Chimie - B6                        | Acier                           | no 100          | no 40             | 50° 35′ 00,012″ N, 5° 33′ 58,96″ E  |              |
| Sans titre                                     | Marceau Gillard         |           | Institut de Botanique - B22                    | Plâtre                          | no 101          |                   | 50° 34′ 42,92″ N, 5° 34′ 30,9″ E    |              |
| Sans titre                                     | Émile Desmedt           |           | Grand amphithéâtres - B7 a                     | Acier Papier Pigments           | no 102          |                   | 50° 35′ 02,38″ N, 5° 34′ 10,01″ E   |              |
| Et il ne faut voir là qu'une certaine latitude | Paul Machiels           | 1997      | Département de Mathématiques - B37             | Acier Corten                    | no 107          | no 78             | 50° 35′ 11,96″ N, 5° 33′ 34,8″ E    |              |
| Sans titre                                     | Georges Collignon       |           | Département de Géographie - B12                | Béton                           | no 108          | no 4              | 50° 35′ 11,43″ N, 5° 33′ 57,2″ E    |              |
| Sans titre                                     | Michel François         | 2000      | CHU - B35                                      | Affiches                        | no 109          | no 101            | 50° 34′ 20,03″ N, 5° 34′ 02,038″ E  |              |
| Sans titre                                     | Daniel Dutrieux         |           | CHU - B35                                      |                                 | no 110          |                   | 50° 34′ 20,03″ N, 5° 34′ 02,039″ E  |              |
| Sans titre                                     | Gérald Dederen          |           | CHU - B35                                      |                                 | no 111          |                   | 50° 34′ 20,0311″ N, 5° 34′ 02,03″ E |              |
| Elodidole Arthur Bodson                        | Élodie Antoine          | 2003      | Château de Colonster - B25                     | Textile                         | no 120          | no 114            | 50° 34′ 44,492″ N, 5° 35′ 46,37″ E  |              |
| La moto                                        | Alain Denis             | 1976      | Château de Colonster - B25                     | Peinture                        |                 | no 115            | 50° 34′ 44,492″ N, 5° 35′ 46,371″ E |              |
| Icare                                          | André Willequet         |           | Château de Colonster - B25                     | Bois                            | no 123          | no 116            | 50° 34′ 44,49″ N, 5° 35′ 46,372″ E  |              |
| L'arbre laïque                                 | Marcel Mariën           |           | Château de Colonster - B25                     |                                 |                 |                   | 50° 34′ 44,49″ N, 5° 35′ 46,372″ E  |              |
| Les coquelicots solaires dansants et papillon  | Alexandre Dang          | 2014      | Observatoire du Monde des Plantes - B77        |                                 |                 | no 105            | 50° 34′ 41,7″ N, 5° 35′ 17,66″ E    |              |
| Frieze of Froken Freaks                        | Marin Kasimir           | 2006      | Mécanique et Génie civil Laboratoires - B52    | Photographie (panneau lumineux) | no 122          | no 75             | 50° 35′ 05,55″ N, 5° 33′ 24,59″ E   |              |